# 海洋岛
海洋岛位于中国东北地区辽东半岛东侧的黄海中，是长山群岛外长山列岛中的一座岛屿，属于辽宁省长海县海洋岛镇管辖。海洋岛距大陆最近距离63千米，是辽宁省距离大陆最远也是最东面的有居民岛屿，也因为其远离大陆、孤置于汪洋大海中而得名。

## 地理
海洋岛位于长山群岛东南端，抵触黄海北部海上交通要冲，被称为“黄海前哨”、“蓝色国门”。海洋岛陆域面积18.19平方千米，海岸线长33.75平方千米。位于岛南部的哭娘顶，海拔373米，是整个长山群岛的最高点。沿岸以悬垂的基岩平直无滩陡岸为主。岛西部群山环绕，形成一马蹄形海湾－太平湾，湾口向西，是重要的天然良港。